# Auvers (Manche)
Auvers és un municipi francès situat al departament de la Manche i a la regió de Normandia. L'any 2007 tenia 653 habitants.

## Demografia

### Població
El 2007 la població de fet d'Auvers era de 653 persones. Hi havia 249 famílies de les quals 59 eren unipersonals (47 homes vivint sols i 12 dones vivint soles), 95 parelles sense fills, 79 parelles amb fills i 16 famílies monoparentals amb fills.
La població ha evolucionat segons el següent gràfic:
Habitants censats

### Habitatges
El 2007 hi havia 296 habitatges, 252 eren l'habitatge principal de la família, 22 eren segones residències i 22 estaven desocupats. Tots els 295 habitatges eren cases. Dels 252 habitatges principals, 219 estaven ocupats pels seus propietaris, 29 estaven llogats i ocupats pels llogaters i 4 estaven cedits a títol gratuït; 7 tenien dues cambres, 24 en tenien tres, 54 en tenien quatre i 167 en tenien cinc o més. 210 habitatges disposaven pel capbaix d'una plaça de pàrquing. A 82 habitatges hi havia un automòbil i a 150 n'hi havia dos o més.

### Piràmide de població
La piràmide de població per edats i sexe el 2009 era:
| Homes | Edats   | Dones |
| ----- | ------- | ----- |
| 0     | 95 o +  | 0     |
| 0     | 90 a 94 | 0     |
| 4     | 85 a 89 | 4     |
| 0     | 80 a 84 | 4     |
| 20    | 75 a 79 | 16    |
| 12    | 70 a 74 | 28    |
| 8     | 65 a 69 | 16    |
| 8     | 60 a 64 | 12    |
| 8     | 55 a 59 | 12    |
| 40    | 50 a 54 | 16    |
| 16    | 45 a 49 | 16    |
| 32    | 40 a 44 | 16    |
| 24    | 35 a 39 | 24    |
| 16    | 30 a 34 | 28    |
| 4     | 25 a 29 | 12    |
| 21    | 20 a 24 | 4     |
| 28    | 15 a 19 | 24    |
| 16    | 10 a 14 | 12    |
| 32    | 5 a 9   | 20    |
| 16    | 0 a 4   | 4     |

## Economia
El 2007 la població en edat de treballar era de 411 persones, 307 eren actives i 104 eren inactives. De les 307 persones actives 289 estaven ocupades (170 homes i 119 dones) i 18 estaven aturades (7 homes i 11 dones). De les 104 persones inactives 39 estaven jubilades, 33 estaven estudiant i 32 estaven classificades com a «altres inactius».

### Ingressos
El 2009 a Auvers hi havia 252 unitats fiscals que integraven 653 persones, la mediana anual d'ingressos fiscals per persona era de 16.303 €.

### Activitats econòmiques
Dels 8 establiments que hi havia el 2007, 1 era d'una empresa extractiva, 1 d'una empresa alimentària, 1 d'una empresa de construcció, 2 d'empreses de comerç i reparació d'automòbils, 1 d'una empresa de serveis i 2 d'entitats de l'administració pública.
L'únic servei als particulars que hi havia el 2009 era una lampisteria.
L'any 2000 a Auvers hi havia 39 explotacions agrícoles que ocupaven un total de 1.224 hectàrees.

## Equipaments sanitaris i escolars
El 2009 hi havia una escola elemental integrada dins d'un grup escolar amb les comunes properes formant una escola dispersa.

## Poblacions més properes
El següent diagrama mostra les poblacions més properes.